# Никифор Цепелис
Никифор (на гръцки: Νικηφόρος, Никифорос) е гръцки духовник на Вселенската патриаршия.

## Биография
Роден е в южномакедонския град Бер със светското име Цепелис (Τσεπελής). Служи като велик протосингел на Вселенската патриаршия по време на първото управление на патриарх Неофит VII Константинополски (1789 – 1794). През януари 1793 година е избран и по-късно ръкоположен за имброски митрополит.
Умира през февруари 1825 година.